# Ледено доба 4: Померање континената
Ледено доба 4: Померање континената (енгл. Ice Age: Continental Drift) амерички је рачунарски-анимирани авантуристичко-хумористички филм из 2012. године, продукцијске куће Blue Sky Studios-а и дистрибутера 20th Century Fox-а. Наставак је филма Ледено доба 3: Диносауруси долазе и четврти у филмској серији Ледено доба. Филм су режирали Стив Мартино и Мајкл Термајер (у свом редитељском дебију). Своје гласовне улоге из првог филма понављају Реј Романо, Џон Легвизамо, Денис Лири и Крис Веџ, а придружили су им се Питер Динклиџ и Џенифер Лопез. Радња се усредсређује на Скрата који грешком шаље Менија, Сида и Дијега да лебде на санти леда са Сидовом баком и доводи их до суочавања са бандом гусара коју предводи капетан Трбосек на Земљи.
Филм је објављен у Србији 5. јула 2012, а у Сједињеним Америчким Државама 13. јула 2012. године, као први филм серије Ледено доба који је представљен у размери 2,40:1. Упркос томе што је добио помешане критике критичара, зарадио је 877,2 милиона долара широм света, што га је учинило петим филмом са највећом зарадом 2012. и анимирани филм са највећом зарадом 2012. године. Наставак, Ледено доба: Велики удар, објављен је 2016. године.

## Радња
Шеснаест година након догађаја из трећег филма, Мени и Ели живе срећно са својом ћерком, тинејџерком Бресквицом. Међутим, док Ели подржава и прихвата жељу своје ћерке да истражује и упознаје нове људе, Мени уместо тога постаје изузетно заштитнички настројен, иритира Бресквицу и захлађује односе између њих двоје. У међувремену, Сидова породица се враћа, али само да би оставила стару бабу пре него што их је обоје напусти. Мени затим хвата Бресквицу како се дружи са групом тинејџерских мамута које он не одобрава, што изазива свађу између њега и Бресквице. Убрзо након тога, изненадни континентални распад (изазван Скратом који је поново покушао да закопа свој жир) одваја Менија од крда. Заробљени на покретним комадима леда, Сид, Бана, Дијего, Мени и Скрат (али без његовог жира) немају другог избора него да пређу струју. У исто време, џиновско померање копна креће према Ели, Бресквици и онима који су остали на копну, приморавајући их да се пробију према копненом мосту како би стигли на сигурно. У међувремену, Скрат проналази још један жир на дну океана, али сломљени који унутра показује мапу „Изгубљеног града Скратлантиде” на који Скрат креће.
Након што наиђу на силовит ураган који их гура даље од копна, Менијева група је заробљена од стране групе гусара који плове плутајућим леденим брегом предвођени гигантопитекусом, капетаном Трбосеком, који покушава да их притисне да се придруже његовој посади. Када Мени одбије, Трбосек покушава да их погуби; ово доводи до њиховог бекства, што ненамерно узрокује потонуће брода и залиха хране. Трбосеков први официр, женка сабљозубог предатора по имену Шира, приморана је да им се придружи након што је спашена након што су је пријатељи оставили да умре.
Крдо излази на обалу у једној ували, која враћа струју њиховом дому. Након што је сазнао да је Трбосек поробио групу даманија и да их користи за изградњу новог брода од леденог брега, Мени координира план са још неким даманима како би ослободио своје другове и украо брод, а праве диверзију. Непосредно пре него што успеју да побегну на брод, Дијего покушава да убеди Ширу да напусти гусаре и придружи се стаду ради бољег живота, али Шира, иако је у почетку прихватала, уместо тога остаје и успорава Трбосека како би крдо могло да побегне. Трбосек формира још један брод и планира освету Менију.
У међувремену, током путовања животиња до копненог моста назад на копну, Бресквица се придружује групи мамута од раније, али сазнаје да их није брига за опасност која је у току и да је гледају презриво јер је пријатељица са кртицом по имену Луј. Када Луј чује Бресквицу како говори другим мамутима да они заправо нису пријатељи, Бресквица схвата ко су њени прави пријатељи, грди остале због њихових дрских ставова и одјури.
Након што су за длаку побегли од групе сирена, Мени, Сид, Дијего и Баба се враћају кући и откривају да не само да је копнени мост уништен, већ их је Трбосек ухватио и узео Ели, Бресквицу и остатак крда за таоце. Долази до битке, док Бабин љубимац, Драгоцени, стиже и одбија Трбосекову посаду. Мени побеђује Трбосека у финалном дуелу на леду и поново се окупља са породицом и пријатељима. Трбосек касније наилази на сирену која поприма облик женке гигантопитекуса, која га поједе живог заробивши га у џиновској шкољки. Након тога, Бресквица се срећно помири са Менијем и Луијом, а Шира се придружује крду и започиње љубавну везу са Дијегом. Са њиховим домом уништеним због промене копна, Драгоцени води цело крдо на бујно острво, где су дамани од раније већ почели да обнављају своју цивилизацију.
У епилогу, Скрат коначно стиже до Скратлантиде, где га Арискрател дочекује. Када Скрат види жиреве свуда, он је надвладан њима и постаје хиперактиван. Када га Арискрател упозори, Скрат безуспешно покушава да пружи отпор, али онда извлачи чеп од жира где вода улази и испира цео град. Скрат преживљава, али када покушава да копа где се сада налази град, земља пуца док се налази у сувој пустињи познатој као Долина смрти.

## Улоге
| Улога           | Изворни глас     | Српски глас             |
| --------------- | ---------------- | ----------------------- |
| Мени            | Реј Романо       | Никола Ђуричко          |
| Сид             | Џон Легвизамо    | Срђан Милетић           |
| Дијего          | Денис Лири       | Воја Брајовић           |
| Креш            | Шон Вилијам Скот | Горан Јевтић            |
| Еди             | Џош Пек          | Лако Николић            |
| Капетан Трбосек | Питер Динклиџ    | Виктор Савић            |
| Баба            | Ванда Сајкс      | Душанка Стојановић Глид |
| Шира            | Џенифер Лопез    | Катарина Марковић       |
| Ели             | Квин Латифа      | Исидора Минић           |
| Луј             | Џош Гад          | Н/Д                     |
| Бресквица       | Кики Палмер      | Марија Дакић            |
| Флин            | Ник Фрост        | Немања Оливерић         |
| Сквинт          | Азиз Ансари      | Н/Д                     |
| Итан            | Дрејк            | Галеб Никачевић         |
| Стефи           | Ники Минаж       | Бојана Вунтуришевић     |
| Скрат           | Крис Веџ         | (изворни глас)          |